# Wiktor Baranow
Wiktor Kiriłłowicz Baranow, ros. Виктор Кириллович Баранов (ur. 29 maja?/11 czerwca 1901 w Szeremietewce, zm. 27 lipca 1970 w Dniepropietrowsku) – radziecki wojskowy, generał porucznik, Bohater Związku Radzieckiego.

## Życiorys
Urodzony we wsi Szeremietewka w ujeździe syzrańskim guberni symbirskiej w rodzinie chłopskiej. Ukończył 3 klasową szkołę. Następnie pracował w zakładach przetwórstwa bawełny w Uzbekistanie.
Pod koniec 1917 roku wstąpił do Czerwonej Gwardii, brał udział w tłumieniu powstania w Kokandzie wywołanego przez basmaczy. 
W marcu 1918 roku wstąpił na ochotnika do Armii Czerwonej. Brał udział w walkach na południowym Uralu przeciwko oddziałom atamana Kozaków Orenburskich gen. A. Dutowa, a następnie na Froncie Turkiestańskim przeciwko oddziałom basmaczy oraz oddziałom brytyjskim, które wkroczyły do Turkiestanu. W 1918 roku został ranny. Po wyleczeniu z ran powrócił do wojska i w kwietniu 1919 roku został dowódcą plutonu w 1 Orenburskim Pułku Kawalerii. Brał udział w walkach przeciwko Basmaczom. 
Po zakończeniu wojny domowej, od grudnia 1920 do października 1921 roku był komendantem posterunku granicznego w 31 dywizjonie wojsk pogranicza CzK. Następnie w latach 1921-1922 słuchaczem szkoły kawalerii Frontu Turkiestańskiego. Po jej ukończeniu służył w sztabie 15 Ałma-Ackiego Kursu Kawalerii, po czym został słuchaczem 4 Szkoły Kawalerii w Taszkencie, szkołę ukończył w 1924 roku. Po ukończeniu szkoły skierowany został do & Brygady kawalerii Samodzielnego Turkiestańsko-Środkowoazjatyckiego Okręgu Wojskowego. W tym czasie był kolejno: zastępcą dowódcy plutonu w 79 pułku kawalerii, komisarzem oddziału gospodarczego 81 pułku kawalerii, dowódcą szwadronu w 81 pułku kawalerii; brał udział w walkach przeciwko basmaczom. 
W latach 1929–1930 był słuchaczem kursu doskonalącego dowódców kawalerii Armii Czerwonej w Nowoczerkiesku. Po jej ukończeniu był komisarzem w 81 pułku kawalerii w Środkowoazjatyckim Okręgu Wojskowym, a następnie od czerwca 1932 kierownikiem szkoły pułkowej pułku kawalerii Turkiestanu, a następnie szefem sztabu tego pułku. 
W czerwcu 1934 został skierowany na studia w Akademii Wojskowej im. Frunzego, które ukończył w 1937 roku. Pełnił następnie funkcję: szefa wydziału I sztabu 18 Górskiej Dywizji Kawalerii (grudzień 1937 – marzec 1938), dowódcy 27 Turkmeńskiego Pułku Kawalerii (marzec – październik 1938) w Środkowoazjatyckim Okręgu Wojskowym.  
W październiku 1938 roku został przeniesiony do Kijowskiego Samodzielnego Okręgu Wojskowego, gdzie początkowo był pomocnikiem dowódcy 3 Dywizji Kawalerii, a w dniu 14 marca 1941 roku został dowódcą 5 Dywizji Kawalerii.
Po ataku Niemiec na ZSRR dalej dowodził 5 Dywizją Kawalerii, biorąc udział w walkach Frontu Południowego. W październiku 1941 roku dywizja przeniesiona została na Front Zachodni i brała udział w walkach  w obronie Moskwy. Za wykazane w tych walkach męstwo i poświęcenie dywizja została wyróżniona mianem jednostki gwardyjskiej i otrzymała w dniu 26 listopada nazwę 1 Gwardyjskiej Dywizji Kawalerii. Dywizja dowodzona przez gen. Baranowa wzięła następnie udział w kontrofensywie pod Moskwą w grudniu 1941 roku, a następnie w walkach Frontu Zachodniego na środkowym odcinku frontu, przy czym od stycznia do czerwca 1942 roku Baranow dowodził dywizją, która znajdowała się za linią frontu w okrążeniu.
Po wyprowadzeniu dywizji z okrążenia, został w lipcu 1942 roku dowódcą 1 Gwardyjskiego Korpusu Kawalerii, którym dowodził do końca wojny. W tym czasie brał udział w walkach na północy Ukrainy, następnie na terenie Polski uczestnicząc w walkach na południu Polski, Dolnym Śląsku a następnie na terenie Niemiec, m.in. w operacji berlińskiej i praskiej. 
W dniu 29 maja 1945 roku został wyróżniony tytułem Bohatera Związku Radzieckiego za wyjątkową odwagę i umiejętne dowodzenie podległymi sobie wojskami.
Po zakończeniu wojny nadal dowodził 1 Gwardyjskim Korpusem Kawalerii, a we wrześniu 1946 roku został dowódcą 14 Gwardyjskiego Korpusu Piechoty w Kijowskim Okręgu Wojskowym. W 1952 roku ukończył wyższy akademicki kurs w Akademii Sztabu Generalnego ZSRR im. Woroszyłowa. 
W kwietniu 1953 roku został przeniesiony do rezerwy, zamieszkał w Dniepropietrowsku, gdzie zmarł. Został pochowany w alei zasłużonych na Cmentarzu Zaporoskim w Dniepropietrowsku.

## Awanse
- generał major – 24 lipca 1941;
- generał porucznik – 15 września 1943.

## Ordery i odznaczenia
- Medal "Złota Gwiazda" Bohatera Związku Radzieckiego (25 maja 1945[2])
- Order Lenina (dwukrotnie – 21.02.1945, 29.05.1945)
- Order Czerwonego Sztandaru (czterokrotnie)
- Order Suworowa kl. I (12.11.1943[3])
- Order Bohdana Chmielnickiego kl. I (dwukrotnie – 29.05.1944[4], 11.08.1944[5])
- Order Wojny Ojczyźnianej kl. I (30.01.1943[6])
- Order Wojny Ojczyźnianej kl. II (28.04.1945[7])
- Distinguished Service Order (1943)